# Xylotoles wollastoni
Xylotoles wollastoni es una especie de escarabajo longicornio del género Xylotoles, tribu Parmenini, subfamilia Lamiinae. Fue descrita científicamente por White en 1856.

## Descripción
Mide 22 milímetros de longitud.

## Distribución
Se distribuye por Australia.